# Фридман, Яков Борисович
Яков Борисович Фридман (04.04.1911 — 09.02.1968, Москва) — советский учёный в области прочности материалов, лауреат Сталинской премии.

## Биография
В 1932 году окончил экстерном Московский институт цветных металлов и золота. С 1928 года работал сначала в ЦАГИ, потом во ВНИИ авиационных материалов (ВИАМ), зав. лабораторией физики металлов, с 1947 руководитель группы.
С 1947 года по совместительству зав. кафедрой физики прочности в Московском механическом институте (с 1953 МИФИ).
Доктор технических наук (1941). Профессор (1947)
Сталинская премия 1947 года — за научные труды «Деформация и разрушение металлов при статистических и ударных нагрузках» и «Механические свойства металлов», опубликованные в 1946 году.

## Сочинения
- Механические свойства металлов: Деформация и разрушение, Том 1. Машиностроение, 1974 — Всего страниц: 472
- Механические свойства металлов. Часть 2. Механические испытания. Конструкционная прочность Монография. — М.: Машиностроение, 1972. — 368 с.

## Награды
- орден Красной Звезды (16.09.1945)
- медали
- Сталинская премия второй степени (1947) — за научные труды «Деформация и разрушение металлов при статистических и ударных нагрузках» и «Механические свойства металлов» (1946)